# Monacon
Monacon is een geslacht van vliesvleugeligen uit de familie Perilampidae. De wetenschappelijke naam van dit geslacht is voor het eerst geldig gepubliceerd in 1922 door Waterston.

## Soorten
Het geslacht Monacon omvat de volgende soorten:
- Monacon abruptum Waterston, 1922
- Monacon angustum Boucek, 1980
- Monacon atkinsoni Boucek, 1980
- Monacon aurantiops Boucek, 1980
- Monacon beaveri Boucek, 1980
- Monacon bifidum Delucchi, 1956
- Monacon brevicorne Delucchi, 1956
- Monacon canaliculatum Boucek, 1980
- Monacon cavifrons Boucek, 1980
- Monacon ferrierei Baltazar, 1961
- Monacon latispina Boucek, 1980
- Monacon longispina Boucek, 1980
- Monacon malaicum Boucek, 1980
- Monacon modestum Boucek, 1980
- Monacon naso Boucek, 1980
- Monacon nigrum Delucchi, 1956
- Monacon onkops Boucek, 1980
- Monacon platypodis Boucek, 1980
- Monacon productum Waterston, 1922
- Monacon robertsi Boucek, 1980
- Monacon senex Boucek, 1980
- Monacon simplex Boucek, 1980
- Monacon spinifrons (Cameron, 1909)
- Monacon spinosum (Girault & Dodd, 1915)
- Monacon tasmaniense Boucek, 1988
- Monacon tricorne Boucek, 1980